# Ogden (Iowa)
Pour les articles homonymes, voir Ogden.
Ogden est une ville du comté de Boone, en Iowa, aux États-Unis. Elle est fondée en 1866 et incorporée le 29 avril 1878. Elle est initialement nommée à la mémoire de William Butler Ogden

## Source de la traduction
- (en) Cet article est partiellement ou en totalité issu de l’article de Wikipédia en anglais intitulé « Ogden, Iowa » (voir la liste des auteurs).